# 米克洛什·米勒
米克洛什·米勒（1930年—）是一位匈牙利生物学家，2001年当选匈牙利科学院院士，与威廉·F·马丁（William F. Martin）共同提出了真核生物起源的氢气假说。